# Charles Barbier

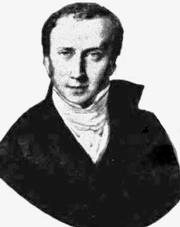
Charles Barbier

Charles Barbier (mit vollem Namen Charles Barbier de la Serre) (* 1767; † 1841) war ein französischer Offizier und entwickelte die sogenannte Nachtschrift, einen Vorläufer der Brailleschrift, einer Blindenschrift.

## Leben
Barbier war Hauptmann in der Französischen Armee während des frühen 19. Jahrhunderts. Sein Interesse galt allgemein der Verschlüsselung und Kurzschrift. Speziell suchte er nach einer Möglichkeit, Soldaten an der Front schriftliche Befehle zu erteilen, die diese lesen konnten, ohne eine Laterne anzuzünden, da sie sich sonst dem Beschuss durch den Gegner ausgesetzt hätten. Barbier entwickelte deshalb einen Code, der aus erhabenen Punkten bestand, die in Papier eingeprägt wurden und nach dem Herumdrehen des Blattes ertastet werden konnten. Seine Zeichen bestanden aus jeweils zwei senkrechten Reihen von ein bis sechs Punkten, denen 36 französische Laute zugeordnet waren (Lautschrift). Diese 12-Punkt-Schrift nannte er Nachtschrift oder Sonographie. In der Armee konnte sich Barbiers Nachtschrift aber nicht durchsetzen, da sie zu kompliziert zu erlernen und zu lesen war. 
Am 28. Juni 1819 wendete er sich deshalb zunächst brieflich an das Blindeninstitut (Institut Royal des Jeunes Aveugles) in Paris, 1820 auch persönlich. Dort erfuhr der damals erst elfjährige Louis Braille von dieser Punktschrift und er und seine blinden Mitschüler zeigten großes Interesse. Braille hatte Vorschläge, den Code zu verbessern. Barbier war allerdings aufgrund Brailles jugendlichen Alters für diese Neuerungen nicht aufgeschlossen. Später entwickelte Braille aus der Nachtschrift seine heute noch verwendete Brailleschrift, indem er die Anzahl der Punkte pro Zeichen von zwölf auf sechs reduzierte. So kann jedes Zeichen ohne vertikale Fingerbewegung ertastet werden.